# Todd Cauthorn
Todd Cauthorn (nacido el 28 de mayo de 1971 en Roanoke, Virginia, EE. UU.) es un exjugador de baloncesto profesional, el más notable de sus contratos fue el que tuvo con los Sheffield Sharks en la Liga de baloncesto de Gran Bretaña.

## Trayectoria deportiva
Tras asistir al College of William & Mary, Cauthorn se mudó a Europa en 1993, firmando posteriormente un contrato con un equipo Austriaco el ABC Graz. Tras una temporada en el continente, Cauthorn fue transferido a la franquicia recientemente ascendida a la BBL Sheffield Sharks, empezando una historia de amor con la ciudad del acero que se prolongaría una década.
Cauthorn debutó con los Sharks el 17 de septiembre de 1994 contra los visitantes Sunderland Scorpions, y jugó para los Sheffield hasta 2000 cuando fue transferido a los Euphony Bree belga. En cualquier caso, tras solo una temporada de nuevo en Europa, estaba de nuevo en Sheffield y se prolongó su contrato una temporada más (2001-2002). El año siguiente, Todd se mudó al oeste para firmar por un equipo rival los Chester Jets, antes de volver a Sheffield para jugar con los Sheffield Arrows, (el nuevo nombre del equipo de los Sharks).
Todd volvió con los Sharks por tercera vez en 2005, y tras dos años más en el club, anunció su retirada del baloncesto profesional. Cauthorn aún juega de vez en cuando para el equipo amateur Sheffield Sabres además de ser comentarista junto con Mike Shaft para Setanta Sports para cubrir la  Liga de baloncesto de Gran Bretaña.
También tiene la nacionalidad del Reino Unido.
- Datos: Q7812312